# 坂上千里
坂上 千里（さかがみ ちり、1983年2月23日 - ）は、日本のAV女優。
神奈川県出身。

## 略歴
2004年にタレントの坂下千里子のそっくりさんとしてAVデビュー。

## 作品

### イメージビデオ
- 『パンストDEコスプレ』（2003年10月24日、心交社）撮影:中村隆行、
- 『パンストバリエーション』（2004年3月26日、心交社）
- 『ハイレグコンプレックス』（2004年5月21日、心交社）

### アダルトビデオ
- HOT チリ LOVE（2004年9月24日、アトラス21）
- 褐色のスキャンダル（2004年10月27日、アトラス21）
- nudish（2004年11月19日、アトラス21）
- エロスな囁き（2004年12月27日、アトラス21）
- Fetish lovers（2005年1月21日、アトラス21）
- CHIRI★MIX ～チリ★ミックス～（2005年5月20日、アトラス21）
- PREMIUM TICKET（2007年4月13日、ネオアトラス）
- エロスへの誘い（2007年6月13日、ネオアトラス）
- スターファイル（2010年6月16日、スターゲート）

### 写真集
- 『ザ・ハイレグ』（2004年5月10日、心交社）ISBN 4-88302-995-6